# Ichilo (Bolivien)
Ichilo (auch: Colorado Ichilo) ist eine Ortschaft im Departamento Santa Cruz im südamerikanischen Anden-Staat Bolivien.

## Lage im Nahraum
Ichilo ist eine Ortschaft im Municipio Yapacaní und liegt in der Provinz Ichilo am Oberlauf des Río Ichilo, auf einer Flussterrasse im Dreieck zwischen dem Río Ichilo, dem Río Colorado und dem Río Alto Ichilo. Der Ort liegt fünf Kilometer östlich der Grenze zum Departamento Cochabamba.

## Geographie
Ichilo liegt östlich vorgelagert der bolivianischen Cordillera Oriental am Rande des bolivianischen Tieflandes.
Die Jahresdurchschnittstemperatur der Region liegt bei etwa 24 °C (siehe Klimadiagramm Santa Fe de Yapacaní) und schwankt nur unwesentlich zwischen knapp 21 °C im Juni und Juli und gut 26 °C von November bis Januar. Der Jahresniederschlag beträgt etwa 1800 mm, bei Monatsniederschlägen zwischen 60 mm im Juli und durchschnittlichen Höchstwerten von 200 bis 300 mm in den Sommermonaten von Dezember bis Februar.
Südlich von Ichilo erstreckt sich an den Nordost-Hängen der Cordillera der Nationalpark Amboró.

## Verkehrsnetz
Ichilo liegt in einer Entfernung von 150 Straßenkilometern nordwestlich von Santa Cruz, der Hauptstadt des Departamentos.
Von Santa Cruz aus führt die Nationalstraße Ruta 4 auf 105 Kilometern über Warnes zur Provinzhauptstadt Buena Vista, von dort aus weiter über Yapacaní in westlicher Richtung weiter nach Cochabamba und zur chilenischen Grenze. Dreiundzwanzig Kilometer hinter Yapacaní bei der Ortschaft San Germán zweigt eine unbefestigte Seitenstraße ab, überquert nach knapp acht Kilometern auf einer Brücke den Río Moile und führt weitere fünf Kilometer nach Süden, bevor die Straße dann nach Nordwesten abbiegt und die Siedlung Ichilo nach zwölf Kilometern am Ostufer des Río Ichilo erreicht.

## Bevölkerung
Die Einwohnerzahl der Ortschaft ist in den vergangenen beiden Jahrzehnten auf etwa die Hälfte zurückgegangen:
| Jahr | Einwohner         | Quelle       |
| ---- | ----------------- | ------------ |
| 1992 | 202               | Volkszählung |
| 2001 | 118               | Volkszählung |
| 2012 | keine Detaildaten | Volkszählung |